# Assegai
Der Assegai, auch Hassegai oder Assagai genannt, ist ein Speer aus Afrika.

## Beschreibung

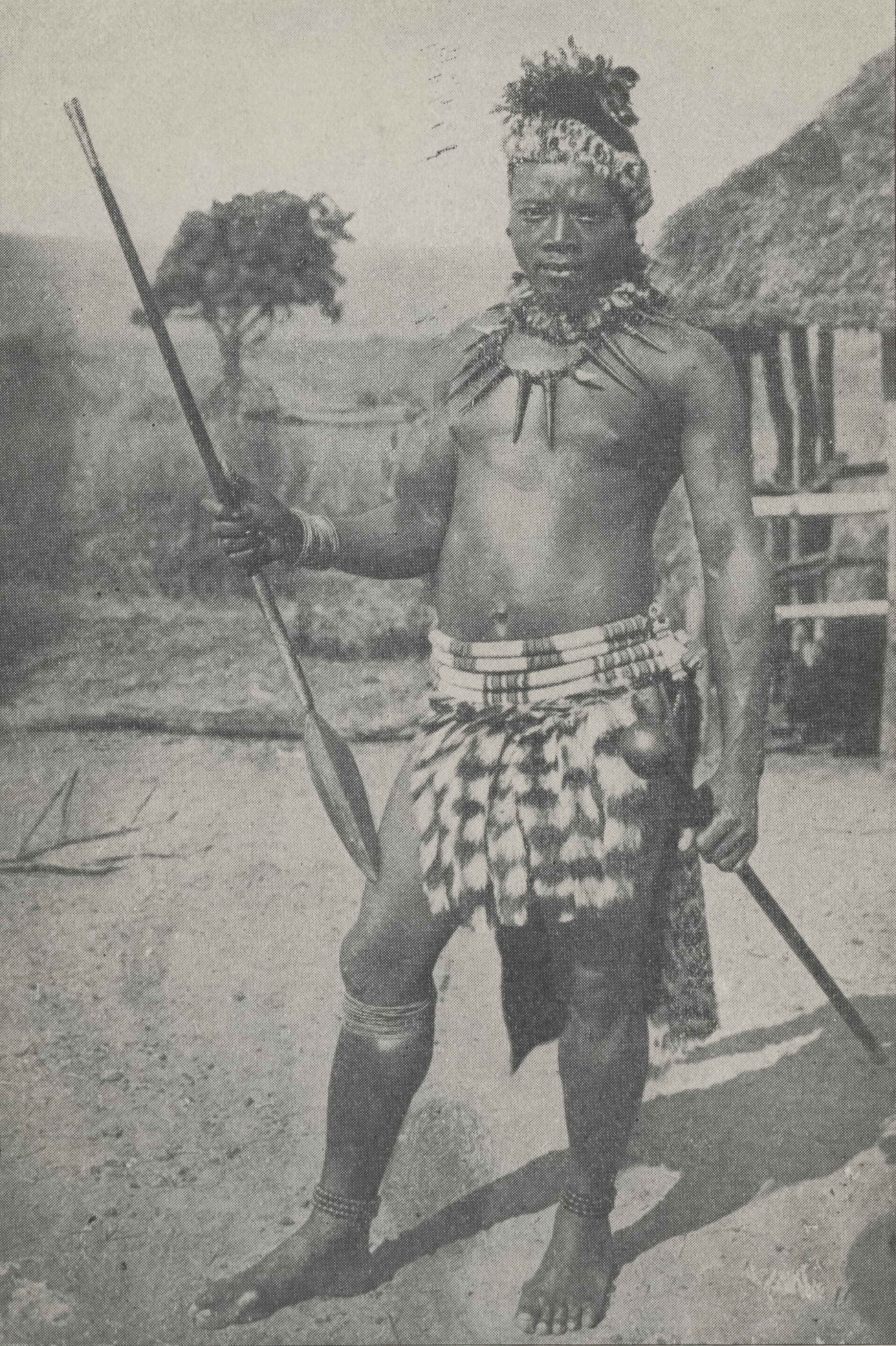
Zulu-Krieger mit einem Assegai und einem Knobkierrie (historisches Foto)

Der Assegai hat einen geraden, hölzernen Schaft von unterschiedlicher Länge und Dicke. Die Klinge ist meist symmetrisch und blattförmig. Es gibt auch Versionen, bei denen die Spitze dreieckig und mit Widerhaken ausgestattet ist. Sie ist mit einer Tülle am Schaft befestigt. Die Länge des Assegai variiert. Die lange Version wird geworfen, die kurze Version mit einer größeren Klinge ist nur zum Zustoßen gedacht. Der Schaft ist bei manchen Versionen am Ende dünner werdend, bei anderen über die ganze Länge gleich dick. Ein berühmter Assegai wurde von Shaka, dem König der Zulu, entworfen und getragen. Der neue Speer war nicht zum Werfen, sondern ausschließlich zum Stechen gedacht. Die Klinge war größer, schwerer und hatte eine mehr dreieckige Form. Der Speer bekam von Shaka den Namen iklwa. Zusätzlich stattete Shaka seine Krieger mit schweren, langen Schilden aus Rindshaut aus, was die südafrikanische Kriegsführung revolutionierte. Das Metall, das die Zulu zu dieser Zeit benutzten, hatte eine hohe Qualität, besaß einen hohen Kohlenstoffgehalt, war widerstandsfähig gegen Rost und besaß eine gute Schnitthaltigkeit und Härte. Der Assegai wurde von den Askaris noch am Ende des Zweiten Weltkrieges getragen (siehe Bild Infobox).
Die Bedeutung von Schild und Speer als Kriegswaffen wurde in Südafrika auf die ebenfalls aus Rindshaut bestehende Erdtrommel (ingqongqo) und den zum Schlagen der Trommel gebrauchten Stock (amaqoqa) übertragen. Erdtrommeln und teilweise Speere gehörten in Südafrika früher zu Beschneidungszeremonien von Jungen und zu anderen Ritualen.